# Fuzhou Airlines
Fuzhou Airlines (кит.: 福州航空公司福州航空公司) — китайська авіакомпанія зі штаб-квартирою в міському окрузі Фучжоу (провінція Фуцзянь, КНР), що працює в сфері регіональних пасажирських перевезень. Дочірнє підприємство магістральної авіакомпанії Hainan Airlines.
Портом приписки перевізника і його головним транзитним вузлом (хабом) є міжнародний аеропорт Фучжоу Чанле.

## Історія
Fuzhou Airlines була заснована у 2014 році як спільне підприємство конгломератом HNA Group і муніципальним урядом Фучжоу. На першому етапі компанія Hainan Airlines, що входить в HNA Group, забезпечила знову утворену авіакомпанію підтримкою у вигляді надання кабінних екіпажів, пілотів та спеціалістів з технічного обслуговування повітряних суден.
17 жовтня 2014 року Fuzhou Airlines отримала від Адміністрації цивільної авіації Китайської Народної Республіки сертифікат експлуатанта і вже 30 жовтня почала операційну діяльність з виконання регулярних рейсів між Фучжоу і Пекіном.

## Власники
У жовтні 2014 року Fuzhou Airlines мала статутний капітал в 2 мільярди юанів (33 мільйони доларів США). Основним власником авіакомпанії є HNA Group з 60 % (1,2 млрд юанів), іншими акціонерами виступили муніципальний інвестхолдинг Фучжоу (20 %) і компанії «Golden Century Resources Group» (10 %) і «Ningbo Ruitong Network Technology Co.» — по 10 % кожна.

## Флот

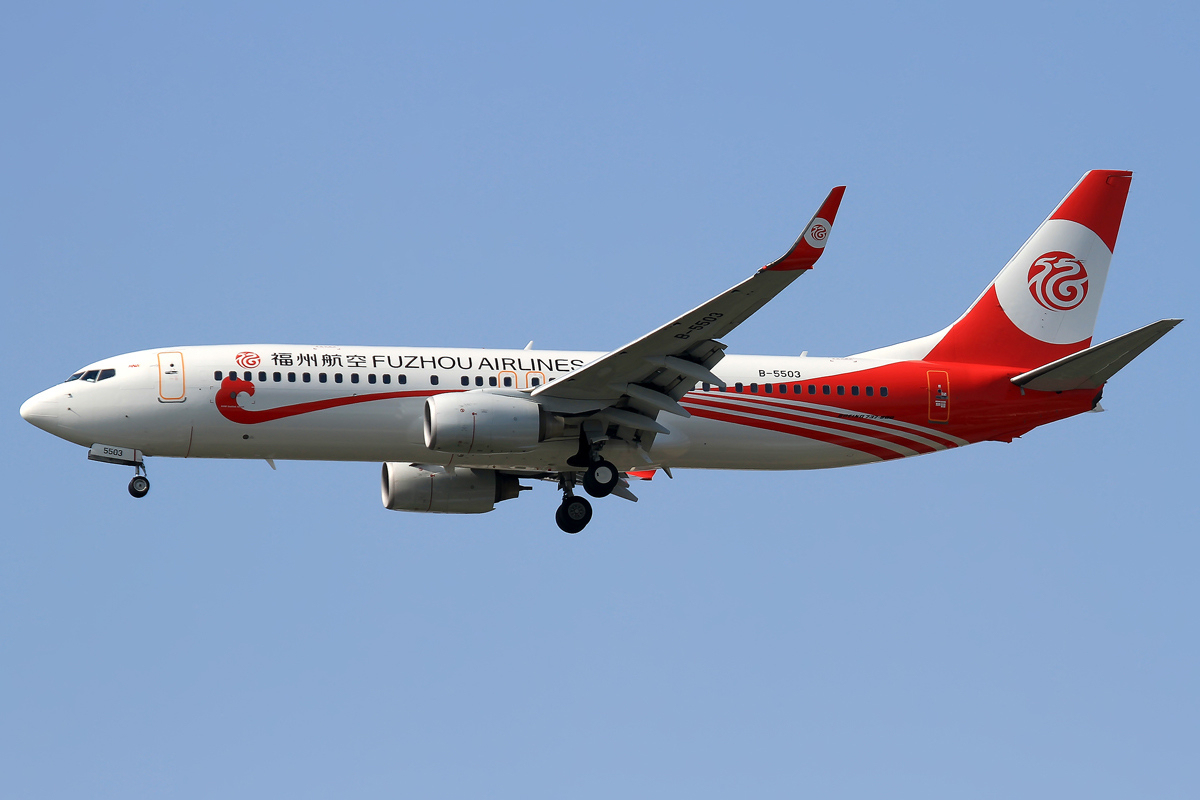
Boeing 737-800 авіакомпанії Fuzhou Airlines в міжнародному аеропорту Шанхаю Пудун

У листопаді 2015 року повітряний флот авіакомпанії Fuzhou Airlines складали шість літаків Boeing 737-800.